# Odontoscion
 Odontoscion  ist eine Gattung aus der Familie der Umberfische (Sciaenidae). Sie umfasst drei Arten, die in tropischen Meeren um Amerika herum vorkommen.

## Merkmale
Odontoscion-Fische sind kleine Fische bis etwa 30 cm Länge mit länglichem, seitlich mäßig abgeflachtem Körper. Augen und Maul sind groß. Der vorstehende Unterkiefer weist an der Spitze einen kleinen Knoten und eine Reihe vergrößerter Zähne auf. Das Präoperkulum ist glatt oder schwach gezähnt. Die Afterflosse weist zwei Hartstrahlen auf, von denen der zweite sehr kräftig ist und etwa 80 % der Länge des ersten erreicht. Es folgen acht oder neun Weichstrahlen.

## Arten
- Odontoscion dentex – im Westatlantik von Florida bis Brasilien
- Odontoscion eurymesops – um die Galapagos-Inseln
- Odontoscion xanthops – im Ostpazifik von Kalifornien bis Peru